# Dapingfangornis sentisorhinus
Dapingfangornis sentisorhinus — вимерлий птах підкласу енанціорнісових (Enantiornithes), що мешкав в крейдяному періоді, 120 млн років тому. Кілька скам'янілостей, в тому числі і повний скелет, знайдені на території Китаю в провінції Ляонін. Характерним для виду біли довгі відростки на груднині і шипоподібні нарости за ніздрями.